# Камыш трёхгранный
Камы́ш трёхгра́нный (лат. Schoenopléctus triquéter, ранее — Scírpus triqueter) — травянистое растение, вид рода Schoenoplectus семейства Осоковые (Cyperaceae).

## Ботаническое описание

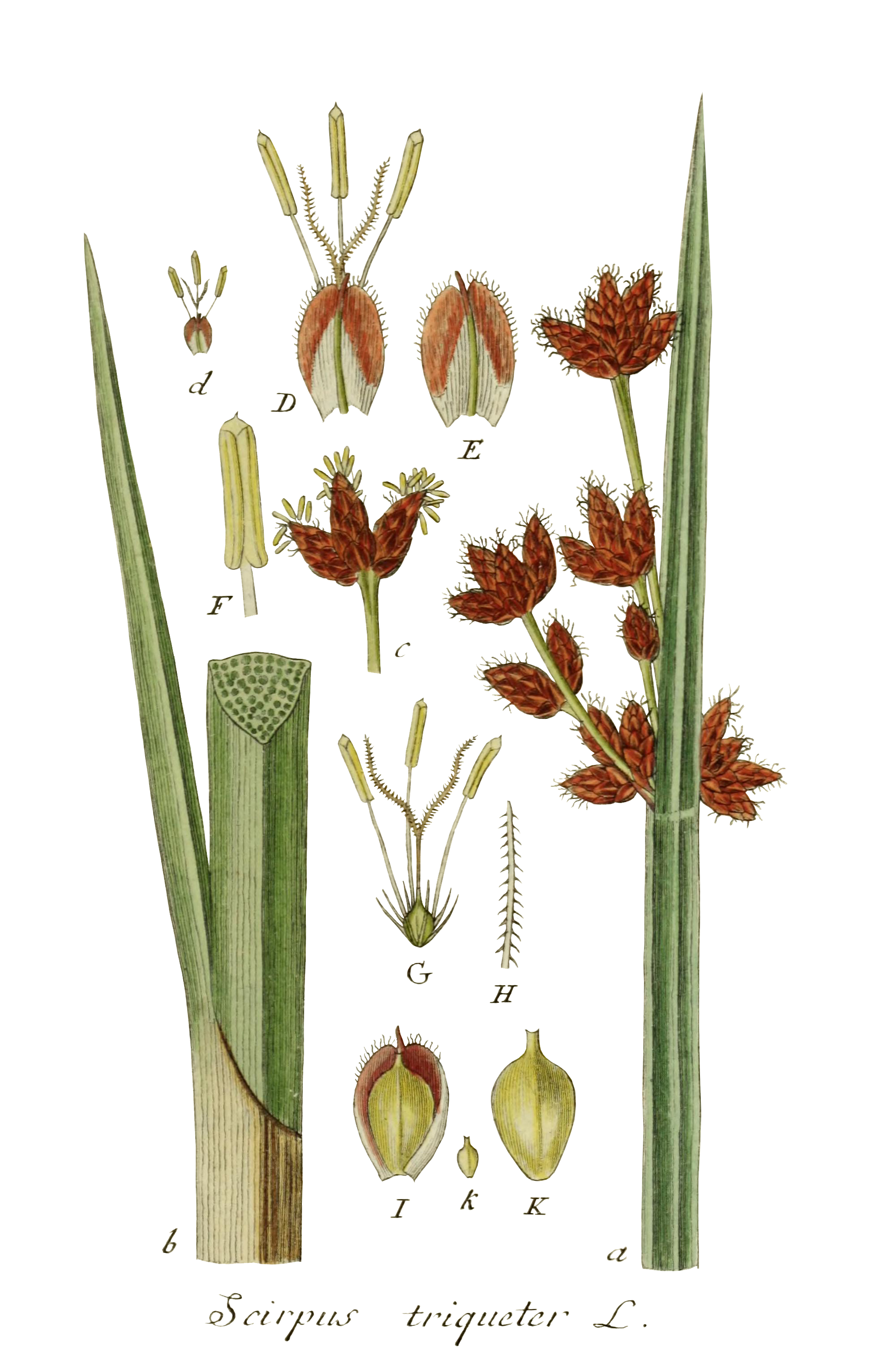

Многолетнее растение с длинным ползучим корневищем красноватого цвета, 1,5—5 мм толщиной. Стебель простой, остротрёхгранный, 2—4 мм толщиной, в высоту достигает 0,5—1(1,5) м. Листья чешуевидные, в числе 3—4, голые, без бахромы по краю.
Кроющий лист, продолжающий стебель над соцветием, 2—7 см длиной, прямостоячий, трёхгранный. Соцветие однобокое, с несколькими веточками до 4 см длиной, единожды или дважды разветвлёнными, несущими по нескольку колосков, редко соцветие из единственного, или же множество колосков собраны почти в головчатовидное соцветие, на очень коротких веточках (часто средние группы колосков сидячие, а боковые на довольно длинных веточках). Колоски в количестве до 35, 5—12 мм длиной и 3—4 мм шириной, яйцевидной формы, красновато-бурые или желтовато-бурые. Кроющие чешуи 3—3,5 мм длиной и около 2,5 мм шириной, перепончатые, продолговато-яйцевидной формы, красновато-коричневые, с зелёной выступающей средней жилкой, покрытой мелкими шипиками, на верхушке с выемкой 0,3 мм длиной и покрытой шипиками остью 0,3 мм длиной. Щетинки околоцветника в числе 4—6, коричневые, с обращёнными к основанию шипиками, обыкновенно короче половины семянки. Тычинки 2 мм длиной, пестик с 2 рыльцами.
Плод — плоско-выпуклая семянка 2,5—3 мм длиной, светло-каштанового цвета.

## Распространение
Широко распространённое растение в Евразии от Европы, Кавказа и Ближнего Востока до Дальнего Востока, Японии, Индии и Пакистана, а также в Северной Африке. Также произрастает в Южной Африке, однако не ясно, входит ли она в его естественный ареал. В Северной Америке камыш встречается в бассейне реки Колумбия, куда был интродуцирован.
Встречается по берегам и по дельтам рек, на болотах, в канавах.

## Значение
Иногда культивируется в Японии, где стебли и листья камыша используются для плетения.

## Таксономия

### Синонимы
- Cyperus triqueter (L.) Missbach & E.H.L.Krause, 1900
- Eleogiton triqueter (L.) Fourr., 1869
- Heleogiton trigonum (Roth) Rchb., 1830
- Heleogiton triquetrum (L.) Rchb., 1830
- Heleophylax triquetrus (L.) Schinz & Thell., 1908
- Hymenochaeta triquetra (L.) Nakai, 1952
- Scirpus hoppei Weihe, 1828
- Scirpus lejeunei Weihe, 1828
- Scirpus mucronatus sensu Pollich, 1776
- Scirpus pollichii Godr., 1856
- Scirpus seoanei Merino, 1897
- Scirpus trigonus Roth, 1802
- Scirpus triqueter L., 1767

и другие.